# Le Son c'est la guerre
Albums de Rohff
La Vie avant la mort
(2001) 10 ans d'avance
(2004)
Le Son c'est la guerre est le second maxi de Rohff, sorti le 8 avril 2003 sur le label Hostile Records et EMI.

## Liste des pistes
1. Le Son c'est la guerre (remix) - 07:09
2. Les Vrais MC - 09:31
3. Le Son c'est la guerre (instrumental remix)